# Torre Chamartín
Torre Chamartín es un complejo de oficinas situado al norte de Madrid, concretamente en el barrio de Virgen del Cortijo, siendo la torre más alta del complejo Isla de Chamartín.

## Diseño
El complejo está compuesto por 2 edificios, la torre de 18 plantas y unos 13.700 metros cuadrados de SBA y otro edificio de 4 plantas y 4.500 metros cuadrados de SBA. Goza del reconocimiento LEED Platinium de sostenibilidad.

## Historia
En principio, el solar donde actualmente se sitúa la torre iba a ser desarrollado por Oncisa, la inmobiliaria de ONCE, que pretendía construir dos torres gemelas de oficinas de 75 metros diseñadas por Rafael de la Hoz y Estudio Marshall, ganadores del concurso convocado en 2006. Oncisa nunca llegó a iniciar las obras y en 2011 vendió el solar al Grupo Levitt por 27,5 millones de euros, que en un principio no hizo grandes cambios en el diseño inicial. A finales de 2014 la división de oficinas de Levitt fue absorbida por Merlin Properties por cerca de 136 millones de euros, al año siguiente rediseñó el complejo en el que se construiría una sola torre de 86,5 metros y comenzó su construcción. Fue inaugurado en 2018, siendo el primer edificio de desarrollo propio de Merlin Properties.

## Inquilinos
Su principal ocupante es la multinacional Deloitte, aunque también acoge oficinas de las empresas Buran Energy, Arca Telecom y LOOM. Su ocupación es del 100%.

## Situación
Está situado al sur del barrio de Virgen del Cortijo, en la zona denominada "Isla de Chamartín", que se encuentra entre las vías del tren, el Nudo de Manoteras y las autovías A-1 y M-11, donde se encuentran otros edificios de altura. Tiene acceso a la estación de Cercanías y Metro Ligero de Fuente de la Mora.